# Haren (Noord-Brabant)

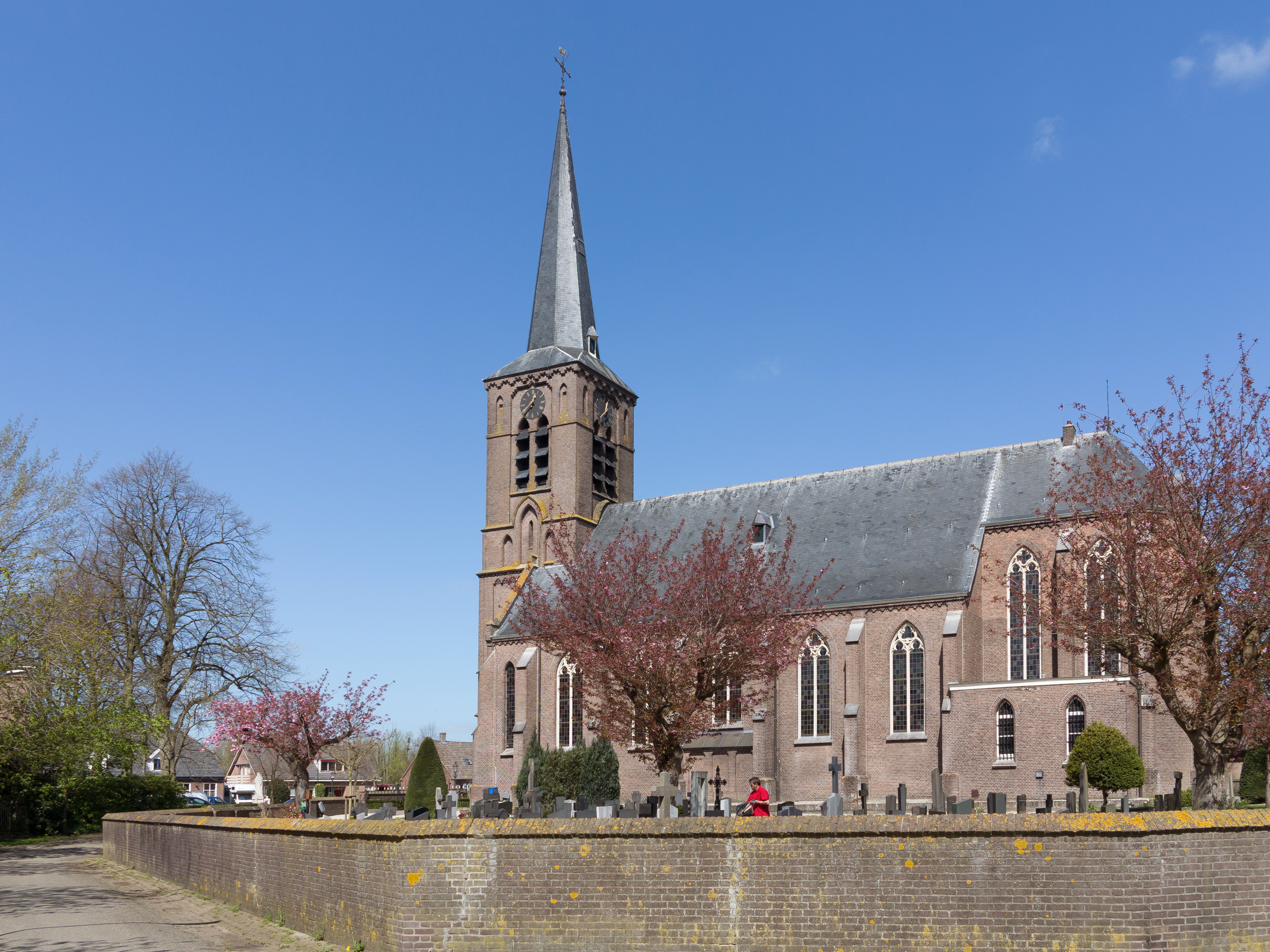
Haren, de Sint-Lambertuskerk

Haren is een dorp  in de gemeente Oss, in de Nederlandse provincie Noord-Brabant. Het telde in 2023 760 inwoners.
Tot 1994 behoorde het tot de gemeente Megen, Haren en Macharen, die werd ingesteld in 1820. Daarvoor lag het in de gemeente Haren en Macharen. De dorpen van de oude gemeente vormen binnen de gemeente Oss een soort wijk en kennen daarom ook één dorpsraad, genaamd Dorpsraad Megen, Haren en Macharen.

## Toponymie
De naam Haren bevat het toponiem Haar, dat hoge landrug betekent. De kern ligt dan ook op een zandopduiking in het Maasdal.

## Geschiedenis
De eerste vermelding van Haren is in oorkonden uit 1191 en 1196. Tot 1794 maakte Haren onderdeel uit van het zelfstandige Graafschap Megen, daarna van Frankrijk dat het in 1800 verkocht aan de Bataafse Republiek. Het gevolg van dit alles was dat ook Haren buiten de Republiek der Nederlanden bleef zodat kloosters en katholieke kerken daar konden blijven voortbestaan.
In 1501 werd door de Prins-bisschop van Luik toestemming gegeven om te Haren het nonnenklooster Bethlehem te stichten. In 1968 werd dit weer verlaten. Daarna werd het tot congrescentrum verbouwd.

## Bezienswaardigheden
Haren bezit een ensemble kerkelijke gebouwen en monumenten die alle als Rijksmonument zijn geklasseerd:
- Het Penitentenklooster Bethlehem is gesticht door de Zusters Franciscanessen Penitenten en in gebruik genomen in 1506 als: Huys van Bethleëm. Het was een slotklooster. In 1968 werd het verlaten. Het klooster werd in 1991 aangekocht door een particulier, nadat de laatste zusters waren vertrokken. Daaropvolgend werd het klooster gerenoveerd met in acht name van het oorspronkelijk 16e-eeuws ontwerp. Latere bijvoegsels, zoals schoollokalen en bedrijfsruimten, werden afgebroken. In 1996 werd ook het uit 1662 stammende gebouw gerenoveerd, dat tot dan toe de verwarmingsketels en een opslagruimte herbergde. Ook is er een kapel uit 1520. Deze heeft drie traveeën met driezijdige sluiting. Ze bevat een notenhouten Mariabeeld uit de 15e eeuw en twee panelen van een drieluik voorstellende de Geboorte van Christus en de Aanbidding der Wijzen. Aan de achterzijde de Annunciatie. Er is ook een 18e-eeuws schilderij dat de familie Kerkhofs weergeeft, een vroegere overste met ouders en broeders. Het klooster is een Rijksmonument.
- De Sint-Lambertuskerk is een driebeukige neogotische pseudobasiliek met toren die gebouwd is in 1867-1868 en de architect was Hendrik Jacobus van Tulder. Het is zijn eerste kerk met kruisribgewelven. De voorganger van deze kerk stamde uit de 12e eeuw. In de kerk bevinden zich nog enkele voorwerpen uit de oudere kerk, zoals een grafsteen uit 1706 en drie 18e-eeuwse heiligenbeelden. Er is een corpus uit ongeveer 1500. De luidklok in de toren is uit 1664 en op de begraafplaats is een stenen kruis uit 1633 te vinden. Voor de kerk staat een Heilig-Hartbeeld uit 1929.
- De Pastorie uit 1877 is evenals de kerk ontworpen door Hendrik Jacobus van Tulder.
- Het baarhuis met Calvarieberg op de begraafplaats dateert van 1900 en is uitgevoerd in neogotische stijl.

## Natuur en landschap

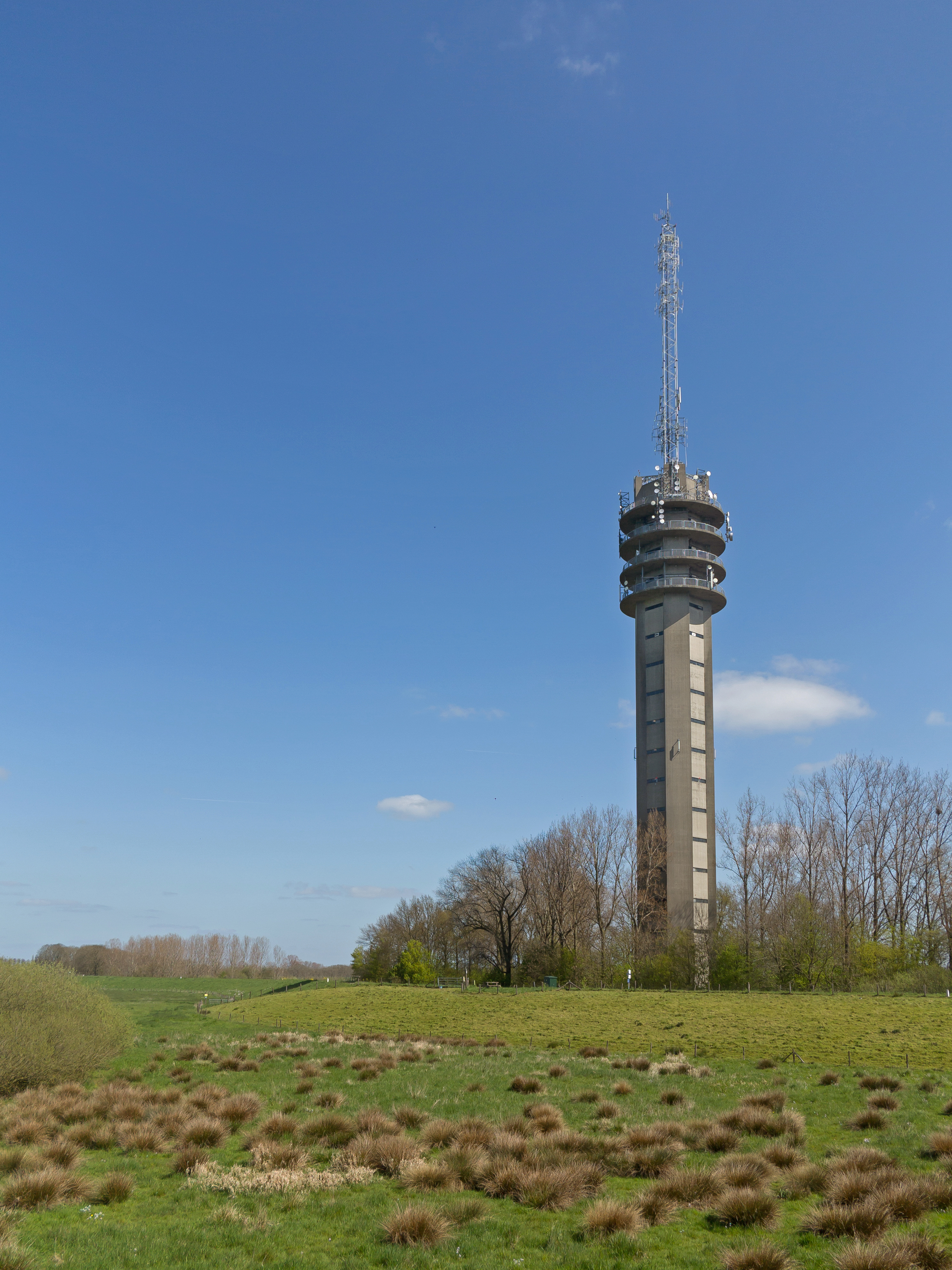
Tussen Haren en Dieden, de Cellnex-toren aan de Ravensteinsedijk

Ten noorden van Haren bevindt zich een oude Maasdijk, de Diedense Uiterdijk die echter sinds de Maasverbeteringswerken in de jaren 30 van de 20e eeuw geen functie meer had. Ten noorden daarvan ligt het natuurontwikkelingsgebied Ossekamp. Dwars hierop staat de Groenendijk, dit was een van de dwarsdijken in de Beerse Overlaat. In 1360 was de dijk als Maasdijk gebouwd. Na 1942 had deze geen functie meer en is het 1 meter hoge dijkje deels geslecht. Hij vormde de grens tussen het Graafschap Megen en het Land van Ravenstein. Daarom was de dijk regelmatig een bron van conflict: Als men in Megen het water wilde tegenhouden had Ravenstein wateroverlast. Dit leidde soms zelfs tot steek- en schietpartijen. Langs deze dijk liggen een aantal plassen, overblijfselen van vroegere overstromingen. In 2001 is deze dijk opgenomen in een natuurontwikkelingsproject van 28 ha. Langs het traject loopt een wandelroute.

## Economie
Haren is vooral bekend van De Harense Smid, een bedrijf dat in 1827 werd gestart door Jan van Schaijik. Tot 1960 bleef de kernactiviteit het beslaan van paarden en het repareren van landbouwwerktuigen. In de loop der tijd breidde de Harense Smid zijn aanbod uit, zoals met gashaarden en fietsen. Uiteindelijk verdween het smidsgedeelte en sinds 1978 begon men filialen te openen in andere plaatsen in Nederland en België. In februari 2015 werd een groot deel van het bedrijf door BCC overgenomen.

## Verenigingen
- Voetbalvereniging RKVV SBV Haren (Rooms Katholieke Voetbalvereniging Sport Brengt Vreugde Haren; opgericht in 1957)

Voormalige verenigingen
- Tafeltennisvereniging Roda[4]

## Nabije kernen
Macharen, Berghem, Deursen, Megen